# تلة (مقاطعة كلاردشت)
تلة (بالفارسية: تله) هي قرية تقع في Kuhestan Rural District في إيران. يقدر عدد سكانها بـ 151 نسمة .